# Isaac Berger
Isaac „Ike“ Berger (* 16. November 1936 in Jerusalem, Mandatsgebiet Palästina; † 4. Juni 2022) war ein US-amerikanischer Gewichtheber.

## Werdegang
Isaac Berger wuchs in Palästina auf und emigrierte mit seinen Eltern, sein Vater war Rabbiner, nach dem israelischen Unabhängigkeitskrieg 1949 in die Vereinigten Staaten. Die Familie ließ sich in New York nieder. Nach einigen Versuchen in anderen Sportarten entdeckte der nur ca. 50 kg schwere Jugendliche Bodybuilding und Gewichtheben. Er trat dem Adonis Health Club in Brooklyn und später dem berühmten York Barbell Club bei. 1955 gewann er die erste amerikanische Meisterschaft im Federgewicht. Von Bob Hoffman, dem millionenschweren amerikanischen Mentor des Gewichthebens zu jener Zeit, unterstützt, machte er in kurzer Zeit so rasche Fortschritte, dass er bald international eingesetzt werden konnte und bei seinem ersten internationalen Start bei den Olympischen Sommerspielen 1956 gleich die Goldmedaille gewann. Ein Jahr später nahm er an der 5. Makkabiade teil.
1964 beendete er nach vielen Erfolgen seine aktive Laufbahn. Er wurde Kantor im College of Music in New York. Im Jahr 1965 wurde Isaac Berger in die United States Weightlifters Hall of Fame aufgenommen. 1980 erfolgte seine Aufnahme in die International Jewish Sports Hall of Fame.

## Internationale Erfolge
(OS=Olympische Spiele, WM=Weltmeisterschaften, Fe=Federgewicht)
- 1956, Goldmedaille, OS in Melbourne, Fe, mit 352,5 kg, vor Jewgeni Minajew, UdSSR, 342,5 kg und Marian Zieliński, Polen, 335 kg
- 1957, 3. Platz, WM in Teheran, Fe, mit 350 kg, hinter Minajew, 362,5 kg und Sebastiano Mannironi, Italien, 352,5 kg
- 1958, 1. Platz, WM in Stockholm, Fe, mit 372,5 kg, vor Minajew, 362,5 kg und Mannironi, 342,5 kg
- 1959, 2. Platz, WM in Warschau, mit 362,5 kg, hinter Zieliński, 365 kg und vor Mannironi, 350 kg
- 1960, Silbermedaille, OS in Rom, Fe, mit 362,5 kg, hinter Minajew, 372,5 kg und vor Mannironi, 352,5 kg
- 1961, 1. Platz, WM in Wien, Fe, mit 367,5 kg, vor Minajew, 357,5 kg und Mannironi, 357,5 kg
- 1963, 1. Platz, PanAm Games, Fe, mit 362,5 kg, vor Serrano, Puerto Rico, 335 kg und Lee, Panama, 327,5 kg
- 1963, 2. Platz, WM in Warschau, Fe, mit 367,5 kg, hinter Yoshinobu Miyake, Japan, 375 kg und vor Imre Földi, Ungarn, 365 kg
- 1964, Silbermedaille, OS in Tokio, Fe, mit 382,5 kg, hinter Yoshinobu Miyake, 397,5 kg und vor Mieczysław Nowak, Polen, 377,5 kg

## USA-Meisterschaften
- 1955, 1. Platz, Fe, mit 320 kg
- 1956, 1. Platz, Fe, mit 327,5 kg, vor Chaves, 307,5 kg
- 1957, 1. Platz, Fe, mit 345 kg, vor Alvarez, 290 kg
- 1958, 1. Platz, Fe, mit 362,5 kg
- 1959, 1. Platz, Fe, mit 335 kg, vor Imahara, 317,5 kg
- 1960, 1. Platz, Fe, mit 367,5 kg
- 1961, 1. Platz, Fe, mit 360 kg
- 1964, 1. Platz, Fe, mit 362,5 kg, vor Imahara, 340 kg

## Weltrekorde
(alle im Federgewicht erzielt)
Im beidarmigen Drücken:
- 117 kg, 1957 in Tel Aviv
- 121,5 kg, 1961 in Honolulu

Im beidarmigen Stoßen:
- 145 kg, 1958 in New York
- 147,5 kg, 1959 in Moskau
- 148,5 kg, 1961 in Tel Aviv
- 152,5 kg, 1964 in Tokio

Im olympischen Dreikampf:
- 362,5 kg, 1958 in Chicago
- 372,5 kg, 1958 in Stockholm